# بهارپاسا
بهارپاسا (به لاتین: Bharpasa) یک روستا در بنگلادش است که در استان باریسال و در ناحیه باریسال واقع شده است.